# Creston (Illinois)
Creston – wieś w USA, w stanie Illinois, w hrabstwie Ogle. Według spisu z 2000 wioskę zamieszkują 543 osoby. W 2023 liczba mieszkańców wzrosła do 619 osób, a gęstość zaludnienia przekroczyła 208 osób/km².

## Geografia
Według spisu wieś zajmuje powierzchnię 2,97 km², całość stanowią lądy.

## Demografia
Według spisu z 2000 roku wieś zamieszkiwały 543 osoby skupione w 195 gospodarstwach domowych, tworzących 54 rodzin. Gęstość zaludnienia wynosi 499,2 osoby/km². W mieście znajdują się 204 budynki mieszkalne, a ich gęstość występowania wynosi 187,5 mieszkania/km². Miasto zamieszkuje 95,58% ludności białej, 1,1 afrykanów, 0,37 azjatów, 1,84% ludności innej rasy. Hiszpanie lub Latynosi stanowią 5,34% populacji.
We wsi są 195 gospodarstwa domowe, w których 37,9% stanowią dzieci poniżej 18 roku życia żyjących z rodzicami, 64,6% stanowią małżeństwa, 10,8% stanowią kobiety nie posiadające męża oraz 21% stanowią osoby samotne. 19% wszystkich gospodarstw domowych składa się z jednej osoby oraz 7,2% żyjących samotnie ma powyżej 65 roku życia. Średnia wielkość gospodarstwa domowego wynosi 2,78 osoby, natomiast rodziny 3,18 osoby.
Przedział wiekowy kształtuje się następująco: 29,8% stanowią osoby poniżej 18 roku życia, 6,4% stanowią osoby pomiędzy 18 a 24 rokiem życia, 30,9% stanowią osoby pomiędzy 25 a 44 rokiem życia, 21,9% stanowią osoby pomiędzy 45 a 64 rokiem życia oraz 10,9% stanowią osoby powyżej 65 roku życia. Średni wiek wynosi 34 lat. Na każde 100 kobiet przypada 96,7 mężczyzn. Na każde 100 kobiet powyżej 18 roku życia przypada 94,4 mężczyzn.
Średni dochód dla gospodarstwa domowego wynosi 40 000 dolarów, a dla rodziny wynosi 44 688 dolarów. Dochody mężczyzn wynoszą średnio 32 321 dolarów, a kobiet 23 125 dolarów. Średni dochód na osobę we wsi wynosi 18 927  dolarów. Około 5,1% rodzin i 5,2% populacji miasta żyje poniżej minimum socjalnego, z czego 6,5% jest poniżej 18 roku życia i 2,9% powyżej 65 roku życia.